# Copa Africana de Naciones de Fútbol Playa 2024
La Copa Africana de Naciones de Fútbol Playa de 2024 sirvió como clasificación para la Copa Mundial de Fútbol Playa FIFA 2025.  Se disputó del 19 al 26 de octubre de 2024 en la ciudad de Hurgada en Egipto.
La confederación dispuso de dos cupos directos para la copa mundial que se disputará en Seychelles.
El campeonato es organizado originalmente por Beach Soccer Worldwide (BSWW) bajo el título de FIFA Beach Soccer World Cup CAF qualifier (también conocido informalmente como CAF Beach Soccer Championship). En 2015, la CAF se convirtió en su organizadora y comenzó a utilizar el título BSAFCON, por el que la competencia pasó a llamarse oficialmente al año siguiente. Por lo tanto, esta será la duodécima edición del evento en total.

## Formula de disputa
En la fase de grupos, los equipos fueron divididos en dos grupos de cuatro integrantes, los cuales jugaron todos contra todos.
Avanzaron a la segunda fase el primer y segundo lugar de cada grupo. Los cuatro equipos clasificados fueron emparejados, y los ganadores de cada partido clasificaron a la copa del mundo, así como decidieron el campeón del torneo. Los perdedores de las semifinales disputaron el tercer puesto. Los equipos que terminaron en el tercer lugar de cada grupo disputaron el quinto lugar.

## Ronda de clasificación
La ronda de clasificación para la Copa Africana de Naciones de Fútbol Playa de 2024 determinó los ocho equipos que competirían en el torneo final en octubre. El sorteo de los clasificados se llevó a cabo el 13 de junio de 2024 en la sede de la CAF en El Cairo. Los partidos se llevaron a cabo durante los fines de semana del 19 al 21 de julio y del 26 al 28 de julio.
Las eliminatorias se jugaron en partidos de ida y vuelta. Si los equipos estaban empatados en el global después del partido de vuelta, se aplicaba la regla de los goles de visitante y, si seguían empatados, la eliminatoria se dirigía directamente a la tanda de penales (sin prórroga).
El anfitrión Egipto se clasificó automáticamente, mientras que los otros 14 equipos compitieron entre sí para determinar los 7 lugares restantes.

### Participantes
| Ronda                                                                          | Equipos que entranron en la ronda | Cantidad de equipos |
| ------------------------------------------------------------------------------ | --- | ------------------- |
| Clasificación                                                                  | \| - Angola - Burundi - Costa de Marfil - Ghana - Guinea - Marruecos - Mauritania \| - Malaui - Mozambique - Nigeria - Seychelles - Senegal - Tanzania - Uganda \| | 14                  |
| Torneo final                                                                   | - Egipto | 1                   |
| - Angola - Burundi - Costa de Marfil - Ghana - Guinea - Marruecos - Mauritania | - Malaui - Mozambique - Nigeria - Seychelles - Senegal - Tanzania - Uganda                                                                                         |                     |

### Retiros
Angola y Uganda se retiraron antes de que se jugaran los partidos de ida.

### Resultados
| Equipo 1   | Agr.  | Equipo 2        | Ida | Vuelta |
| ---------- | ----- | --------------- | --- | ------ |
| Guinea     | 4–13  | Senegal         | 3–9 | 1–4    |
| Angola     | w/o   | Marruecos       | —   | —      |
| Ghana      | 10–5  | Costa de Marfil | 5–3 | 5–2    |
| Mauritania | 10–10 | Nigeria         | 4–5 | 6–5    |
| Tanzania   | w/o   | Uganda          | —   | —      |
| Seychelles | 4–9   | Mozambique      | 3–7 | 1–2    |
| Burundi    | 14–15 | Malaui          | 6–7 | 8–8    |

## Equipos participantes
En cursiva los equipos debutantes.
| Equipos participantes | Equipos participantes | Equipos participantes | Equipos participantes |
| --------------------- | --------------------- | --------------------- | --------------------- |
| Egipto                | Ghana                 | Malaui                | Mauritania            |
| Marruecos             | Mozambique            | Senegal               | Tanzania              |

## Fase de grupos
El sorteo tuvo lugar el 19 de septiembre de 2024.

### Grupo A
| Pos. | Equipo     | Pts. | PJ | G | W+ | WP | P | GF | GC | Dif. | Clasificación |
| ---- | ---------- | ---- | -- | - | -- | -- | - | -- | -- | ---- | ------------- |
| 1    | Egipto (H) | 9    | 3  | 3 | 0  | 0  | 0 | 18 | 8  | +10  | Fase final    |
| 2    | Marruecos  | 6    | 3  | 2 | 0  | 0  | 1 | 11 | 8  | +3   | Fase final    |
| 3    | Ghana      | 3    | 3  | 1 | 0  | 0  | 2 | 15 | 14 | +1   | Quinto lugar  |
| 4    | Tanzania   | 0    | 3  | 0 | 0  | 0  | 3 | 9  | 23 | −14  | Séptimo lugar |

 Fuente: CAF
| 19 de octubre de 2024 | Marruecos                                                   | 4–3     | Tanzania                  | Albatross Stadium, Hurghada |                         |
|                       | - Zahraoui 4' - El Kraichly 10' - Ghannam 15' - Jabbary 32' | Reporte | - Juma 1', 8' - Bausi 35' | Árbitro(s): Hamdi Bchir     | Árbitro(s): Hamdi Bchir |

| 19 de octubre de 2024 | Egipto                                                                         | 6–3     | Ghana                   | Albatross Stadium, Hurghada |                          |
|                       | - Elshafei 10', 25' - Haitham Costa 17', 21' - Hossam Paulo 26' - Elshahat 29' | Reporte | - Adjetey 22', 27', 29' | Árbitro(s): Steven Siave    | Árbitro(s): Steven Siave |

| 21 de octubre de 2024 | Marruecos                                                                   | 5–2     | Ghana                     | Albatross Stadium, Hurghada |                        |
|                       | - Zahraoui 7' (pen.), 18' - Ghannam 13' - Ticor 20' (o.g.) - El Bidouri 34' | Reporte | - Ticor 16' - Adjetey 25' | Árbitro(s): Ivan Kintu      | Árbitro(s): Ivan Kintu |

| 21 de octubre de 2024 | Egipto                                                                                       | 9–3     | Tanzania                       | Albatross Stadium, Hurghada   |                               |
|                       | - Hossam Paulo 12' - Bahgat 14', 24', 32' - Elshafei 17' - Hussein 24', 28', 31' - Ahmed 34' | Reporte | - Gambo 15' - Mapunda 35', 35' | Árbitro(s): Tsaralaza Maolidy | Árbitro(s): Tsaralaza Maolidy |

| 22 de octubre de 2024 | Tanzania                                     | 3–10    | Ghana                                                                        | Albatross Stadium, Hurghada |                         |
|                       | - Juma 13' - Mapunda 20' - Yakoub Nassor 29' | Reporte | - Nyamadi 1', 16' - Adjetey 4', 21', 24', 24' - Nyadedzor 5', 27' - Osai 11' | Árbitro(s): Hany Farouk     | Árbitro(s): Hany Farouk |

| 22 de octubre de 2024 | Marruecos                       | 2–3     | Egipto                                    | Albatross Stadium, Hurghada     |                                 |
|                       | - Oubahri 11' - El Kraichly 35' | Reporte | - Mohamed Loha 5', 17' - Ahmed Temsah 32' | Árbitro(s): Ramadhani Ndayisaba | Árbitro(s): Ramadhani Ndayisaba |

### Grupo B
| Pos. | Equipo     | Pts. | PJ | G | W+ | WP | P | GF | GC | Dif. | Clasificación |
| ---- | ---------- | ---- | -- | - | -- | -- | - | -- | -- | ---- | ------------- |
| 1    | Mauritania | 6    | 3  | 2 | 0  | 0  | 1 | 19 | 11 | +8   | Fase final    |
| 2    | Senegal    | 6    | 3  | 2 | 0  | 0  | 1 | 14 | 9  | +5   | Fase final    |
| 3    | Mozambique | 4    | 3  | 1 | 0  | 1  | 1 | 10 | 12 | −2   | Quinto lugar  |
| 4    | Malaui     | 0    | 3  | 0 | 0  | 0  | 3 | 10 | 21 | −11  | Séptimo lugar |

 Fuente: CAF
| 20 de octubre de 2024 | Senegal                             | 2–5     | Mauritania                                                  | Albatross Stadium, Hurghada |                         |
|                       | - Man. Diagne 13' - Mam. Diagne 35' | Reporte | - El Id 1' - Diallo 23' - Malick 29' - Diop 34' - Salem 35' | Árbitro(s): Ahmed Nofal     | Árbitro(s): Ahmed Nofal |

| 20 de octubre de 2024 | Mozambique                         | 4–3     | Malaui                      | Albatross Stadium, Hurghada  |                              |
|                       | - Rachide 10', 14', 36' - Figo 22' | Reporte | - Ussi 13', 14' - Kajam 20' | Árbitro(s): Driss Lamghaidar | Árbitro(s): Driss Lamghaidar |

| 21 de octubre de 2024 | Senegal                                                   | 6–1     | Malaui   | Albatross Stadium, Hurghada |                          |
|                       | - Man. Diagne 4' - Gadiaga 14', 20', 24' - Thiaw 24', 25' | Reporte | Dala 31' | Árbitro(s): Omar Tiguili    | Árbitro(s): Omar Tiguili |

| 21 de octubre de 2024 | Mozambique                              | 3–3 (t. s.)(4–1 p.)        | Mauritania                     | Albatross Stadium, Hurghada         |                                     |
|                       | - Ângelo 11' - Nelson 28' - Rachide 31' | Report Reporte             | - Belkheir 1', 30' - Malick 9' | Árbitro(s): Jackson Steven Msilombo | Árbitro(s): Jackson Steven Msilombo |
|                       |                                         | Tiros desde el punto penal |                                |                                     |                                     |
|                       | - Nelson - Rachide - Mabomo - Yuran     |                            | - Malick - Thierno - Limam     |                                     |                                     |

| 22 de octubre de 2024 | Malaui                                          | 6–11 | Mauritania                                                                         | Albatross Stadium, Hurghada |                         |
|                       | - Dala 9' - Kajam 10' - Ussi 10', 23', 28', 30' |      | - El Id 4' - Belkheir 7', 15', 19', 25', 27' - Ely 14', 15' - Malick 18', 33', 36' | Árbitro(s): Hamdi Bchir     | Árbitro(s): Hamdi Bchir |

| 22 de octubre de 2024 | Mozambique                                 | 3–6 | Senegal                                                         | Albatross Stadium, Hurghada |                          |
|                       | - Rachide 4' (pen.) - Nelson 7' - Figo 26' |     | - Diatta 2', 26' - Man. Diagne 3' (pen.) - Gadiaga 5', 16', 29' | Árbitro(s): Steven Siave    | Árbitro(s): Steven Siave |

## Fase final

### Séptimo lugar
| 24 de octubre de 2024 | Tanzania                                    | 5–6 (t. s.) | Malaui                                   | Albatross Stadium, Hurghada |                         |
|                       | - Juma 9' (pen.), 17', 32', 36' - Bausi 16' |             | - Kajam 6', 7', 36', 38' - Ussi 17', 23' | Árbitro(s): Ahmed Nofal     | Árbitro(s): Ahmed Nofal |

### Quinto lugar
| 24 de octubre de 2024 | Ghana                                           | 5–3 | Mozambique                             | Albatross Stadium, Hurghada |                      |
|                       | - Nyamadi 5' - Adjetey 17', 26', 36' - Osai 21' |     | - Rachide 21' - Paulo 26' - Ângelo 31' | Árbitro(s): Aly Deme        | Árbitro(s): Aly Deme |

### Cuadro general
|  | Semifinales 24 de octubre | Semifinales 24 de octubre |                                     |   | Final 26 de octubre | Final 26 de octubre |
|  |                           |                           |                                     |   |                     |                     |
|  |                           |                           |                                     |   |                     |                     |
|  |                           |                           |                                     |   |                     |                     |
|  | Egipto                    | 1                         |                                     |   |                     |                     |
|  | Egipto                    | 1                         |                                     |   |                     |                     |
|  | Senegal                   | 2                         |                                     |   |                     |                     |
|  | Senegal                   | 2                         | Senegal                             | 6 |                     |                     |
|  |                           |                           | Senegal                             | 6 |                     |                     |
|  |                           | Mauritania                | 1                                   |   |                     |                     |
|  | Mauritania                | Mauritania                | 1                                   | 7 |                     |                     |
|  | Mauritania                |                           |                                     | 7 |                     |                     |
|  | Marruecos                 | 4                         |                                     |   |                     |                     |
|  | Marruecos                 | 4                         | Tercer Lugar play-off 26 de octubre |   |                     |                     |
|  |                           |                           |                                     |   |                     |                     |
|  |                           |                           |                                     |   |                     |                     |
|  |                           |                           |                                     |   |                     |                     |
|  | Egipto                    | 3                         |                                     |   |                     |                     |
|  | Egipto                    | 3                         |                                     |   |                     |                     |
|  | Marruecos                 | 4                         |                                     |   |                     |                     |

### Semifinales
| 24 de octubre de 2024 | Egipto                  | 1–2 | Senegal                      | Albatross Stadium, Hurghada |                          |
|                       | Hossam Paulo 16' (pen.) |     | - Man. Diagne 1' - Diatta 9' | Árbitro(s): Steven Siave    | Árbitro(s): Steven Siave |

| 24 de octubre de 2024 | Mauritania                                                          | 7–4 | Marruecos                                         | Albatross Stadium, Hurghada   |                               |
|                       | - Ely 5', 21', 31' - Diallo 6' - El Id 16' - Malick 18' - Bilal 35' |     | - Ghannam 2' - Zahraoui 5', 15' - El Kraichly 17' | Árbitro(s): Tsaralaza Maolidy | Árbitro(s): Tsaralaza Maolidy |

### Tercer lugar
| Fecha                        | Lugar   |        |                   | Resultado |                      |           |
| ---------------------------- | ------- | ------ | ----------------- | --------- | -------------------- | --------- |
| 26 de octubre de 2024, 14:00 | Hurgada | Egipto | Bandera de Egipto | 3:4       | Bandera de Marruecos | Marruecos |

### Final
| Fecha                        | Lugar   |            |                       | Resultado |                    |           |
| ---------------------------- | ------- | ---------- | --------------------- | --------- | ------------------ | --------- |
| 26 de octubre de 2024, 15:30 | Hurgada | Mauritania | Bandera de Mauritania | 1:6       | Bandera de Senegal | Marruecos |

## Clasificados a laCopa Mundial de Fútbol Playa FIFA 2025
| Bandera de Senegal | Bandera de Mauritania |
| Senegal            | Mauritania            |

## Premios y reconocimientos

### Goleadores
| Jugador              | Selección  | Goles |
| -------------------- | ---------- | ----- |
| Alexander Adjetey    | Ghana      | 11    |
| Cheick Belkheir      | Mauritania | 7     |
| Sandram Ussi         | Malaui     | 6     |
| Seydina Laye Gadiaga | Senegal    | 6     |

### Balón de Oro
| Jugador      | Selección |
| Ninou Diatta | Senegal   |
| ------------ | --------- |

### Mejor goleador
| Jugador           | Selección | Goles |
| Alexander Adjetey | Ghana     | 11    |
| ----------------- | --------- | ----- |

### Guante de Oro
| Jugador       | Selección |
| Mohamed Ahmed | Egipto    |
| ------------- | --------- |

## Clasificación final
| Pos. | Equipo     | Pts | PJ | PG | PG+ | PP | GF | GC | Dif |
| ---- | ---------- | --- | -- | -- | --- | -- | -- | -- | --- |
| 1    | Senegal    | 12  | 5  | 4  | 0   | 1  | 22 | 11 | +11 |
| 2    | Mauritania | 9   | 5  | 3  | 0   | 2  | 27 | 21 | +6  |
| 3    | Marruecos  | 9   | 5  | 3  | 0   | 2  | 19 | 18 | +1  |
| 4    | Egipto     | 9   | 5  | 3  | 0   | 2  | 22 | 24 | -2  |
| 5    | Ghana      | 6   | 4  | 2  | 0   | 2  | 20 | 17 | +3  |
| 6    | Mozambique | 4   | 4  | 1  | 1   | 2  | 13 | 17 | -4  |
| 7    | Malaui     | 2   | 4  | 0  | 1   | 3  | 16 | 26 | -10 |
| 8    | Tanzania   | 0   | 4  | 0  | 0   | 4  | 14 | 29 | -15 |